# Атнарське сільське поселення
Атна́рське сільське поселення (рос. Атнарское сельское поселение) — муніципальне утворення у складі Красночетайського району Чувашії, Росія. Адміністративний центр — село Атнари.

## Населення
Населення — 1745 осіб (2019, 2128 у 2010, 2603 у 2002).

## Склад
До складу поселення входять такі населені пункти:
| Населений пункт         | Населення, осіб (2002) | Населення, осіб (2010) |
| ----------------------- | ---------------------- | ---------------------- |
| Атнари, село            | 775                    | 675                    |
| Березовка, присілок     | 145                    | 132                    |
| Кішля, присілок         | 38                     | 32                     |
| Красний Яр, присілок    | 45                     | 20                     |
| Липовка Друга, присілок | 104                    | 76                     |
| Сормово, присілок       | 154                    | 132                    |
| Сосново, присілок       | 205                    | 156                    |
| Тарабай, присілок       | 409                    | 353                    |
| Тоганаші, присілок      | 496                    | 370                    |
| Черемушки, селище       | 100                    | 79                     |
| Шорово, присілок        | 132                    | 103                    |